# Химия тела
«Химия тела» (англ. Body Chemistry) — фильм режиссёра Кристина Питерсона.

## Сюжет
Главного героя фильма зовут Том и он является главой исследовательской лаборатории и изучает человеческий мозг. У Тома есть жена Марли и дочь. Новая сотрудница лаборатории Клер Арчер соблазняет его.

## В ролях
- Марк Сингер — Том Реддинг
- Лиза Пешиа — Доктор Клэр Арчер
- Мэри Кросби — Марли Реддинг
- Дэвид Кэйгэн — Фредди
- Дорин Олдермен — Ким
- Джозеф Кампанелла — Доктор Притчард
- Ронда Олдрич — Синди
- Элизабет Харнетт — Энджи
- Джон Дэвид Конти

## Съёмочная группа
- Режиссёр: Кристин Питерсон
- Сценарист: Джексон Барр
- Продюсер: Алида Кэмп
- Исполнительные продюсеры: Родмэн Флендер и Кевин Рейди

## Слоган
- «The chemistry may be right… but the consequences can be murder.»